# Gerda Lampalzer
Gerda Lampalzer (auch Gerda Lampalzer-Oppermann; * 1959 in Wien, aufgewachsen in Mödling) ist eine österreichische Medienkünstlerin, Medientheoretikerin, Hochschullehrerin und Feministin.

## Leben
Gerda Lampalzer studierte an der Universität Wien Kommunikationswissenschaften und dissertierte 1989 zum Thema Videokunst. 1992 wurde die Arbeit unter dem Titel Videokunst. Historischer Überblick und theoretische Zugänge im Promedia Verlag veröffentlicht. 2016 habilitierte sie sich mit der Publikation Randsprünge. Medien Kunst Denken, herausgegeben im Verlag Walter de Gruyter, an der Kunstuniversität Linz im Fach Medienkunst mit Schwerpunkt künstlerische Forschung.
Schon während des Studiums schloss sie sich dem Kollektiv der Medienwerkstatt Wien an, mit dem sie 1980 im Rahmen der Wiener Festwochen Alternativ mit der Volks stöhnenden Knochenschau (Sammlung Wien Museum) ein erstes größeres partizipatives Medien-Projekt durchführte.
Seitdem ist sie im kollektiven Leitungsteam der Medienwerkstatt Wien, unter anderem mit Manfred Neuwirth. Seit 2002 ist sie Mitglied von FLUSS NÖ Initiative für Foto und -Medienkunst, seit 2003 der Vereinigung bildender Künstler Wiener Secession und der IG Bildende Kunst, seit 2017 des Feministischen Rats.
Seit 1993 verbindet Gerda Lampalzer mit Manfred Oppermann eine künstlerische Zusammenarbeit als Lampalzer/Oppermann (Eigenschreibweise LAMPALZER/OPPERMANN).
Gerda Lampalzer lebt und arbeitet in Wien und Kritzendorf.

## Künstlerische Tätigkeit
Gerda Lampalzer arbeitet interdisziplinär in den Bereichen Video, Fotografie, Installation, Objektkunst, Konzeptkunst und Text. Sie startete ihre künstlerische Tätigkeit mit experimentellen Videodokumentationen, die auf zahlreichen internationalen Festivals liefen. Mitte der 1980er Jahre wandte sie sich vermehrt der klassischen Videokunst zu. In ihren Arbeiten erforschte sie die Möglichkeiten einer spezifischen Videopoesie, die sich bald auf Videoobjekte und Rauminstallationen erweiterte. Daraus folgte neben Festivalteilnahmen auch eine zunehmende Ausstellungstätigkeit. Ab 2000 entwickelte Lampalzer einen verstärkt konzeptuellen Zugang zur Medienkunst, der sich vor allem in ihrem Zyklus zu videografischen Sprachumschnitten (Translation, Transformation) und Fotoassemblagen manifestierte. Parallel dazu lag der Schwerpunkt der Arbeiten als Lampalzer/Oppermann im Bereich inszenierte Fotografie, Rauminstallation und Performance Lecture, was zu site-spezifischen Ausstellungen, Auftritten und Versuchsanordnungen führte. Seit den 2020er Jahren erweiterte Lampalzer ihre Arbeiten in den bildnerischen Bereich. Ausgehend von dem Display des Diagramms entwickelte sie textile Objekte, die sie in weiterer Folge mit Textelementen aus LED-Schriften kombinierte. Eine umfangreiche Werkserie bilden auch ihre genähten Assemblagen.
Lampalzer erhielt zahlreiche Stipendien, z. B. 1993 für das Progetto Civitella d’Agliano Italien, sowie 1994 und 2000 das Videostipendium des Bundesministeriums für Kunst und Kultur, heute Bundesministerium für Wohnen, Kunst, Kultur, Medien und Sport. Artist in Residence Programme absolvierte sie 1997 bei United Media Arts in Durham, Kanada, 2002 in Hamburg und 2004 verbrachte sie einen künstlerischen Gastaufenthalt auf den Philippinen.
Gerda Lampalzers Arbeiten befinden sich in der Sammlung des Landes Niederösterreich, der Artothek des Bundes, des Rupertinums Salzburg und im Ursula-Blickle-Videoarchiv sowie international z. B. im Zentrum für Kunst und Medien in Karlsruhe und in privaten Sammlungen.
1993 wurde Lampalzer mit dem Preis des belgischen Fernsehens R.T.B.F. für den Film ASUMA ausgezeichnet und 1992 mit dem Österreichischen Förderungspreis für Videokunst. Es folgten 2005 der Karl-Hofer-Preis der Universität der Künste Berlin für das Projekt Translation, 2006 der Würdigungspreis des Landes Niederösterreich für Medienkunst und 2013 der Österreichische Kunstpreis für Medienkunst.

## Lehrtätigkeit
Von 1987 bis 2024 lehrte sie an der Universität für angewandte Kunst Wien im Bereich Medientheorie. Im Rahmen ihrer Projekte realisierte sie zahlreiche Ausstellungen mit ihren Studierenden, unter anderem im Kunsthalle Wien project space, im Schikaneder Kino, in der Zentralsparkasse Favoriten, im Künsterhaus 1050, in der Seestadt Aspern, beim Kunst- und Stadtteilprojekt Soho in Ottakring in Sandleiten in Wien-Ottakring.
Von 2013 bis 2015 arbeitete Lampalzer als Gastprofessorin im Masterprogramm für zeitbasierte Medien der Kunstuniversität Linz, wo sie im Offenen Kulturhaus Oberösterreich gemeinsam mit Gitti Vasicek das Projekt EXTRAUni durchführte.
Von 2001 bis 2006 war Lampalzer Dozentin im Masterstudium Qualitätsjournalismus an der Donauuniversität Krems. Von 2006 bis 2011 und 2015 bis 2025 war sie als Lektorin an der Kunstuniversität Linz tätig.
Außeruniversitär leitete Gerda Lampalzer teilweise gemeinsam mit Manfred Oppermann Workshops, Seminare und Projekte in den Bereichen Fotografie und Medienkunst, unter anderem in der 10. Sommer Fotoschule DOM FOTOGRAFIE in Poprad, Slowakei, bei den Weinviertler Fotowochen im Schloss Wolkersdorf, in internationalen Workshop- und Vortragsreihen der Medienwerkstatt Wien, sowie im schulischen Bereich zum Teil in Zusammenarbeit mit KulturKontakt.

## Videoprojekte und mediale Installationen (Auswahl)
- 1982/83: ASUMA gemeinsam mit Manfred Neuwirth und Gustav Deutsch (Dokumentarvideo)
- 1983: Unbeschreiblich weiblich / Gewalt in der Ehe / Über Vergewaltigung mit Ilse Gassinger, Karin Schmid, Anna Steininger (drei Video Features zum Thema Gewalt gegen Frauen)[16]
- 1983/84: WOSSEA MTOTOM - Die Wiese ist grün im Garten von Wiltz mit Manfred Neuwirth und Gustav Deutsch (Dokumentarfilm)
- 1989: Cadavre exquisit gemeinsam mit Nina Rippel, Hamburg (Videobriefprojekt)
- 1993: …and the Sphinx thinks… (Video Fiction)
- 1994: Es (Es) / Der Wunderblock (Ich) / Paranormal (Überich) (Video-Trilogie) und Blaue Schachtel (Video Objekt)
- 1996–2003: Zweimonatlich wechselnde Plakatinstallation in den reilluminierten Fahrplanzylindern, Wien Südbahnhof als Lampalzer/Oppermann
- 1997: Paranormal (Dokumentarvideo) als Lampalzer/Oppermann
- 1999: the proof of the taste of the plumpudding is in the eating (Vinyl-Video) und Visitez ma tente (2-Kanal Installation) als Lampalzer/Oppermann, Hernia repair (Video Objekt)
- 2000: Doppeltes Spiel (multimediale Rauminstallation) als Lampalzer/Oppermann
- 2002: Split screen (2-Kanal Installation) als Lampalzer/Oppermann
- 2003: Tide (Video), flugs (Mixed Media Installation), Translation (4-Kanal Installation + 4 Diaprojektionen)[17]
- 2003: Rebellinnen und Frauenbild, Videoprogramm und Ausstellung (Kuratorenschaft) anlässlich des 25-jährigen Bestehens der Medienwerkstatt Wien, Landesmuseum Niederösterreich, St. Pölten,[18]
- 2004: Österreich im Kettenhemd (Video Sprach-Remontage) und How do you like the Philippines? (2-Kanal Installation)
- 2006: Bluthochdruckerei (Video)
- 2008: Es wandert das Wort (Video Sprach-Remontage)
- 2009: Transformation (Video Sprach-Remontage)[19]
- 2010: Urbans Gardening (Pocketvideo) als Lampalzer/Oppermann
- 2011: Die Gedanken sind frei (Video Sprach-Remontage), Inside Jokes (3-Kanal Installation) als Lampalzer/Oppermann
- 2013: Fiktive Filme (Dia-Show) work in Progress als Lampalzer/Oppermann
- 2014: Ein Heimatfilm (Found Footage Remontage)[20]
- 2016: Über und unter Grund (Visual für Live-Konzert) als Lampalzer/Oppermann[21], FU! The Lost Innocence (Fotoobjekt, Video)
- 2017: Slippery Stage (Rauminstallation/Videoanimation) und Split Screen Probe (multimediale Rauminstallation) als Lampalzer/Oppermann, Ausstellung kuratiert von Ruth Schnell und Tommy Schneider, Schauraum Angewandte - quartier 21 im MuseumsQuartier Wien.[22]
- 2019: Through Space And Time (multimediale Rauminstallation) und Menüplan und Emphase (multimendiale Rauminstallation) als Lampalzer/Oppermann
- 2020: Gewitterzelle (kinetische Medieninstallation) als Lampalzer/Oppermann[23]
- 2021: to find the right place (Objekt-Installation auf Campingtisch), Parainformation (textile Diagramme, Leuchtobjekte) work in progress
- 2022: Keine Naturstudie, kein Erlebnisaufsatz, philosophisch, möglichst groß (Rauminstallation) mit Hanna Schimek, Wertvolle Fracht (LED-Installation)
- 2023/24: Gemischte Aussichten (Stickerei auf Leinen) work in progress
- 2024: Auf dem Raketenpinsel durchs All (textiles Künstlerinnenbuch mit eingenähten LEDs)[24]
- 2024: Genähte Assemblagen work in progress

## Festivals (Auswahl)
Ihre Filme werden auf Internationalen Festivals gezeigt, z. B. der Kurzfilm Die Gedanken sind frei am Festival K3 in Udine und Villach, der Dokumentarfilm Über Vergewaltigung (1984) auf der Diagonale 2019. Lampalzer nahm u. a. auch am Crosstalk Video Art Festival Budapest, an Video Culture Toronto, am 1. Golden Orange Short Film Video Festival Antalya, am Querspur Videofestival Linz, am Fullframe Kunst und Kurzfilmfestival Wien, am World Wide Videofestival Den Haag, an der Manifestation international de Video Montbéliard, an den Kurzfilmtage Oberhausen, an VIPER Basel, an Schräg.SPUREN in Klagenfurt, am if Forum Tokyo und am Alpe Adria Cinema Festival Triest teil.

## Auszeichnungen
- 1983 Preis des belgischen Fernsehens R.T.B.F. für den Film Asuma (mit Gustav Deutsch und Manfred Neuwirth)
- 1992 Österreichischer Förderungspreis für Videokunst
- 1999 Anerkennungspreis des Landes Niederösterreich für Medienkunst[26]
- 2004 Bestes Erstlingswerk beim DEBÙTNALE Award für Frau sein heißt…
- 2005 Nominierung für den Internationalen Medienpreis für Wissenschaft und Kunst des ZKM Zentrums für Kunst und Medien[27]
- 2005 Karl-Hofer-Preis für das Projekt Translation der Universität der Künste Berlin[28]
- 2006 Würdigungspreis des Landes Niederösterreich für Medienkunst[29]
- 2013 Österreichischer Kunstpreis für Video- und Medienkunst[30]
- 2022 most original experimental artistic contribution, open call Lichtfelder: The end of language – Wittgenstein reimagined

## Publikationen (Auswahl)
- Videokunst - historischer Überblick und theoretische Zugänge, Promedia Verlag, Wien 1992, ISBN 978-3900478490
- Wie man sich selbst noch überraschen kann, Beitrag von Gerda Lampalzer in: Medien. Kunst. Passagen 3/93, Passagen Verlag, Wien 1993
- LUBITSCH JUNIOR oder ein als Dokumentarfilm getarnter Spielfilm, der eine Geschichte erzählt, von der man nicht weiß ob sie wahr ist oder falsch, Beitrag von Gerda Lampalzer in: Falsche Fährten in Film und Fernsehen, Maske und Kothurn - Internationale Beiträge zur Theater-, Film- und Medienwissenschaft an der Universität Wien Jg. 53/2–3, Herausgeber: Patric Blaser, Andrea B. Braidt, Anton Fuxjäger und Brigitte Mayr, Böhlau Verlag, Wien 2007
- Randsprünge Medien Kunst Denken, ein prospektiver Katalog (Edition Angewandte), Verlag: Walter de Gruyter, Berlin 2015, ISBN 978-3110440430
- Wir, die Zeitbasierten Medien, haben die EXTRA Uni gegründet, Herausgeber: Time-based Media, University of Art and Design Linz, Linz: Kunstuniversität Linz 2015. ISBN 978-3-901112-76-8
- Theorien der Videokunst. Theoretikerinnen 1988-2003, eva - edition video art, Band 3, Herausgeber: Slavko Kacunko, Logos Verlag Berlin ISBN 978-3-8325-4605-2
- Artistic Beginnings of a Collective. An SF-Dialogue about Medienwerkstatt Wien, gemeinsam mit Mona Schwitzer. Herausgeber: The Golden Pixel Cooperative: You’ll Never Work Alone - Collective Infrastructures in Moving Images, Verlag: Schlebrügge.Editor, Wien 2022, ISBN 978-3-903172-77-7